# Sussudio
Sussudio é uma canção do cantor e compositor inglês Phil Collins. Foi lançado em 14 de janeiro de 1985 no Reino Unido pela Virgin Records como o primeiro single de seu terceiro álbum solo de estúdio, No Jacket Required (1985). A canção serviu como segundo single do álbum nos Estados Unidos, sendo lançada em 30 de abril de 1985 pela Atlantic Records, após One More Night. O título da canção é uma pseudopalavra que Collins inventou aleatoriamente durante uma sessão de treinos.
Após o lançamento nos EUA, "Sussudio" entrou em rotação frequente na MTV em maio, alcançando o número um na Billboard Hot 100 dos EUA em julho. A canção também alcançou a posição 12 na parada de singles do Reino Unido. Internacionalmente, liderou as paradas no Panamá e no Peru; e alcançou o top 10 em outros 10 países.
Collins disse que "improvisou" a letra. Collins estava brincando com uma bateria eletrônica, e a letra "su-sussudio" foi o que saiu de sua boca. “Então eu meio que sabia que precisava encontrar outra coisa para aquela palavra, então voltei e tentei encontrar outra palavra que fosse escaneada tão bem quanto ‘sussudio’, e não consegui encontrar nenhuma, então voltei para ‘sussudio’ ", Collins disse. De acordo com Collins, a letra é sobre a paixão de um estudante por uma garota da escola. O sintetizador, o arranjo do ritmo e do baixo sintetizado, o design de som e a programação foram feitos por David Frank do System, e os arranjos das trompas foram feitos posteriormente com base no motivo da linha de baixo.
É para muitos a 3a melhor canção de Phil Collins, atrás de Another Day in Paradise, do álbum "...But Seriously"
E também de In the Air Tonight, do álbum Face Value.
Imagem do albúm de sussudio.
https://upload.wikimedia.org/wikipedia/pt/d/d0/No_Jacket_Required.jpg